# DataMaker
DataMaker ist das Datenbankprogramm im SoftMaker Office. Derzeit liegt DataMaker in der Version 99 vor und läuft unter Microsoft Windows. DataMaker gehörte zu dem Office-Paket, wird aber auch einzeln verkauft.
Am 21. Juli 2006 vermeldete SoftMaker im Kunden-Newsletter, dass sich DataMaker 2006 im nicht-öffentlichen Betatest befinde. Die neue Version soll ODBC-basiert sein und somit nicht mehr auf dBASE-Datenbanken beschränkt sein, wie der derzeit verfügbare DataMaker 99. Weiterhin wurde angekündigt, dass der Funktionsumfang erweitert worden sei: Formulare (auch Subformulare), Berichte, Aufkleber, volle Relationalität, Queries, direkte Eingabe von SQL-Befehlen und vieles mehr.
Am 19. Februar 2007 wird im Kunden-Newsletter "DataMaker 2007" erwähnt, welches voraussichtlich die etwas älteren Windows-Versionen 95/98/ME nicht mehr unterstützen wird.
Vertreter des Herstellers bezeichneten das schon länger nicht mehr erhältliche Programm im Jahr 2017 als "eingefroren", die schon seit 2006 angekündigte neue Version wurde nie freigegeben.

## Belege
1. ↑  https://forum.softmaker.de/viewtopic.php?f=52&t=11788&start=180#p106579